# 월터의 상상은 현실이 된다
《월터의 상상은 현실이 된다》(영어: The Secret Life of Walter Mitty)는 2013년 개봉한 모험 코미디 드라마 영화이다. 미국, 캐나다, 영국 등 여러 나라가 공동 제작하였으며, 벤 스틸러가 감독, 제작, 주연을 맡고, 스티브 콘래드가 각본을 썼다. 미국 작가 제임스 서버가 1939년에 발표한 단편 소설 〈The Secret Life of Walter Mitty〉(→월터 미티의 은밀한 생활)을 두 번째로 영화화한 작품으로, 앞서 1947년에 동명 영화가 개봉한 바 있다.
전미 비평가 위원회가 선정한 2013년 최고의 영화 10편 중 한 편이다. 대한민국에서는 2013년 12월 31일에 이어 2018년 2월 12일 재개봉하였다.

## 줄거리
월터 미티는 〈라이프〉 잡지사에서 네거티브 필름 관리자로 일하고 있다. 소심한 성격의 월터는 반복되는 일상 속에서 상상을 통해 짜릿한 모험과 직장 동료 셰릴 멜호프와의 사랑을 꿈꾼다.
월터가 담당하는 저명한 사진작가 숀 오코넬은 네거티브 필름 한 롤을 보내오며, 25번째 필름이 “삶의 정수”를 담고 있으니 곧 폐간하는 〈라이프〉지 마지막 표지 사진으로 써달라고 부탁한다. 구조 조정을 위해 새로 온 상사는 필름을 빨리 보여 달라며 월터를 만날 때마다 닦달하지만, 25번째 필름은 사라진 상태. 전 세계 오지들을 떠돌아다니는 숀과는 연락조차 닿질 않는다. 용기를 내 말을 건 셰릴에게서 숀의 행방에 대한 힌트를 얻은 월터는 만나 본 적도 없는 숀을 찾아 생애 최고의 모험을 떠난다.

## 출연진
- 벤 스틸러 - 월터 미티 역
- 크리스틴 위그 - 셰릴 멜호프 역
- 셜리 매클레인 - 에드나 미티 역
- 애덤 스콧 - 테드 핸드릭스 역
- 캐스린 한 - 오데사 미티 역
- 패튼 오즈월트 - 토드 마허 역
- 에이드리언 마티네즈 - 허낸도 역
- 올라뷔르 다리 올라프손 - 그린란드 헬리콥터 조종사 역
- 숀 펜 - 숀 오코넬 역
- 존 데일리 - 팀 노턴 역
- 테런스 버니 하인스 - 게리 맨하임 역
- 코넌 오브라이언 - 본인 역
- 앤디 릭터 - 본인 역
- 조이 슬로트닉 - 퇴직자 아파트 관리자 역
- 폴 피츠제럴드 - 돈 프록터 역
- 게리 윌머스 - 월터 아버지 역
- 그레이스 렉스 - 셰릴의 직장 동료 역
- 리즈 마이클 - 교통안전청 직원 역

## 시청 등급
- 대한민국: 12세 이상 관람가

## 같이 보기
- 빨간 약과 파란 약